# Claudia Andujar

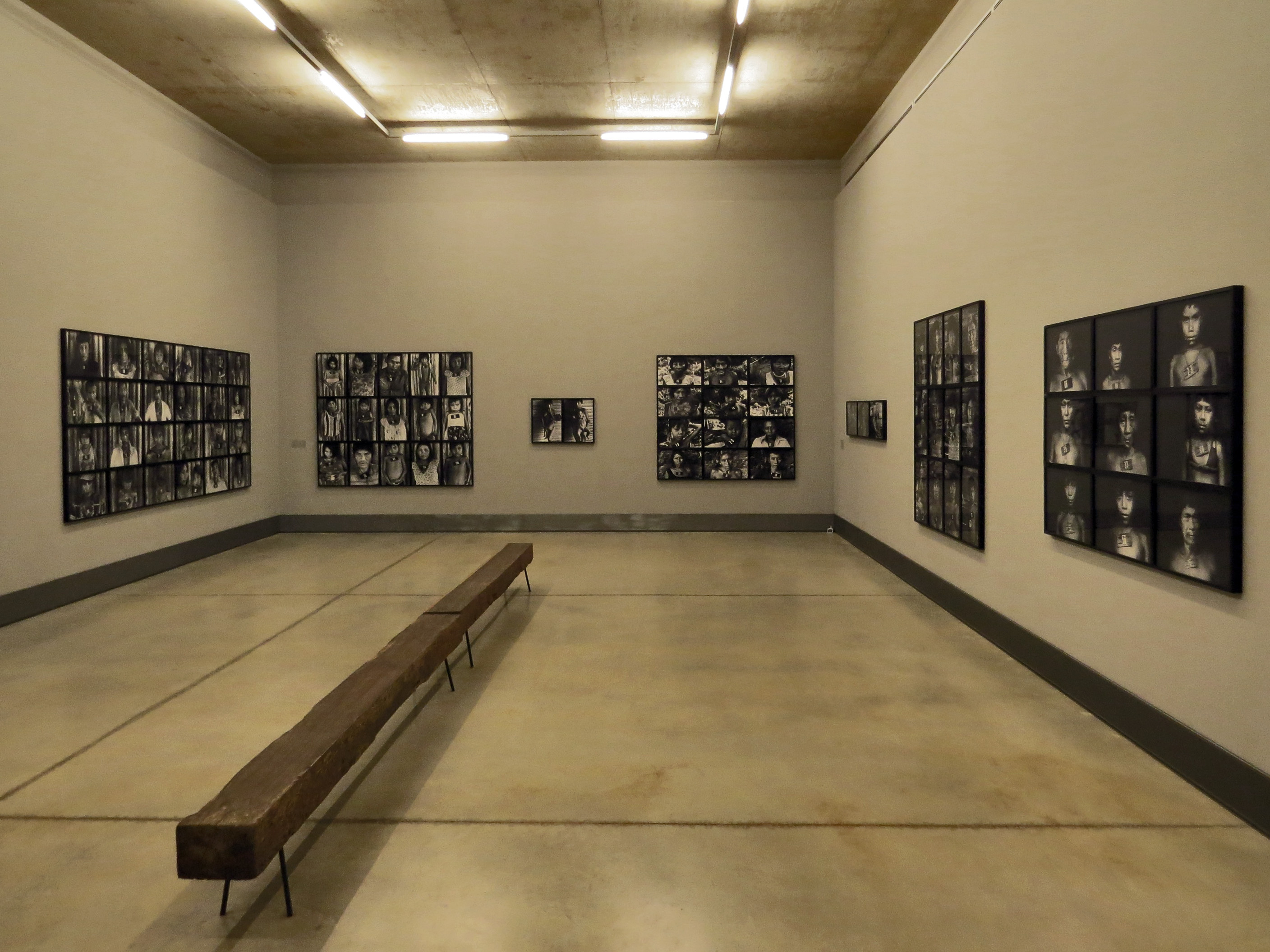
Výstava, Inhotim: Instituto De Arte Contemporânea E Jardim Botânico, červen 2017

Claudia Andujar (* 12. června 1931) je švýcarsko brazilská fotografka a aktivistka.

## Životopis
Narodila se jako Claudine Haas, dcera maďarského židovského otce a švýcarské matky v Neuchâtel a vyrůstala v Rumunsku a Maďarsku. Během druhé světové války uprchla s matkou do Rakouska ; její otec a jeho rodina zemřeli v koncentračním táboře Dachau. Pokračovala studiem humanitních věd na Hunter College v New Yorku. Tam potkala španělského uprchlíka Julia Andujara, za kterého se provdala v roce 1949 a jehož příjmení si stále udržuje. Andujar se přestěhovala do Brazílie v roce 1956, aby zůstala se svou matkou Germaine Guye Haasovou.
Projekt týkající se lidí z Karajá ve střední Brazílii ji přivedl ke kariéře ve fotožurnalistice. Její práce se objevila v různých časopisech, včetně Life, Look, Fortune, Aperture, Realidade nebo Claudia.
Během let dokumentovala kulturu Janomamů, včetně knihy Yanomami: The House, The Forest, The Invisible vydané v roce 1998 Janomamové měli malý kontakt s vnějším světem. Když dálniční projekt přes jejich území vedl ke katastrofálnímu vypuknutí spalniček, pozastavila své fotografické práce, aby pomohla přinést Janomamům lékařskou pomoc. V 80. letech vedl příliv nelegálních těžařů zlata do této oblasti k dalším zdravotním problémům, včetně propuknutí malárie a otravy rtutí. Následkem toho zemřelo dvacet procent populace Janomamů. Andujar hrála důležitou roli při zřizování Komise pro vytvoření Janomamského parku, což vedlo k tomu, že brazilská vláda pro Janomamy zřídila 96 000 km2 chráněné oblasti.
Její práci podpořilo Guggenheimovo stipendium v letech 1971 a 1977.
Fotografie umělkyně jsou součástí sbírek různých muzeí, včetně Muzea moderního umění v New Yorku a Eastman House v Rochesteru v New Yorku. Byla postavena muzejní galerie Inhotim v Brumadinho, kde byly vystaveny její práce.
Andujar získala v roce 2000 Cenu kulturní svobody za svou práci při zobrazování a pomoci Janomamům. V roce 2008 byla jmenována do brazilského Ordem do Mérito Cultural. V roce 2018 získala Goetheho medaili za průkopnickou práci s Janomamy.